# 武丁中兴
武丁中兴是指在商朝国王武丁统治年间，国势强盛，政治清明，百姓富庶。商王武丁惟才是举，衣食朴素，得到甘盘、傅说、禽匕、女儿小臣妥、王后妇好等众多男女贤臣的帮助；吞并了土方、西羌、𢀛方、鬼方、虎方等81个敌国，分封了许多新的诸侯国，把殷商文化传播到了长江流域，加强了与西北各族的融合；甲骨文和金文被大量使用，玉器铭文开始出现；版筑和铜锡铅三元合金被发明，大片荒地被开垦。妇好墓中甚至发现了和田玉，可见当时殷人的影响力已经达到了西域地区。这成为了商朝最鼎盛的时期。故史书将武丁统治的59年间（前1250年—前1192年）称为“武丁盛世”。
在中国的古代传说中，常常提到神农、黄帝、尧、舜、禹、汤等人对中华民族发展所起的巨大贡献，但是现代考古却无法证实这些人物的具体事迹。“武丁”在先秦典籍也多次提及，通常被称为“高宗”，但却历来得不到史家的重视。
随着商代考古的不断进行，人们才逐渐发现，武丁对中国古代的经济发展、文化进步、疆土扩增有着不可磨灭的贡献，超越了先秦时期的任何一位君主。

## 参阅
- 武丁